# Associazione Sportiva Ischia Isolaverde 1987-1988
Questa voce raccoglie le informazioni riguardanti l'Ischia Isolaverde nelle competizioni ufficiali della stagione 1987-1988.

## Stagione
Nel 1987-1988 l'Ischia Isolaverde prese parte al suo primo campionato di Serie C1 piazzandosi al 13º posto in classifica. Nel girone di ritorno, alla undicesima giornata, fu inaugurato il nuovo Stadio Vincenzo Mazzella, costruito in concomitanza con la vittoria del campionato di Serie C2.

## Divise e sponsor
Lo sponsor tecnico per la stagione 1987-1988 è Devis, mentre lo sponsor ufficiale è Parmacotto.

## Organigramma societario
Area direttiva
- Presidente: Roberto Fiore

Area tecnica
- Direttore sportivo: Enrico Scotti
- Allenatore: Rosario Rivellino
- Allenatore in seconda: Vincenzo Rispoli

Area sanitaria
- Massaggiatori: Adolfo Crispi

## Rosa
| N. |                   | Ruolo | Calciatore                       |
| -- | ----------------- | ----- | -------------------------------- |
|    | Italia (bandiera) | P     | Franco Del Prete                 |
|    | Italia (bandiera) | P     | Matteo Mancuso                   |
|    | Italia (bandiera) | P     | Giacomo Guida                    |
|    | Italia (bandiera) | D     | Clemente De Siato                |
|    | Italia (bandiera) | D     | Gennaro Grillo                   |
|    | Italia (bandiera) | D     | Viviano Guida                    |
|    | Italia (bandiera) | D     | Francesco Impagliazzo (capitano) |
|    | Italia (bandiera) | D     | Franco Merendi                   |
|    | Italia (bandiera) | D     | Gennaro Monaco                   |
|    | Italia (bandiera) | D     | Vincenzo Pepe                    |
|    | Italia (bandiera) | C     | Agostino Pilato                  |

| N. |                   | Ruolo | Calciatore            |
| -- | ----------------- | ----- | --------------------- |
|    | Italia (bandiera) | C     | Ciro Bilardi          |
|    | Italia (bandiera) | C     | Giuseppe De Biase     |
|    | Italia (bandiera) | C     | Vincenzo Fusco        |
|    | Italia (bandiera) | C     | Giuseppe Monti        |
|    | Italia (bandiera) | C     | Roberto Tavola        |
|    | Italia (bandiera) | C     | Enrico Turcheschi     |
|    | Italia (bandiera) | A     | Renato Acone          |
|    | Italia (bandiera) | A     | Leonardo Aloi         |
|    | Italia (bandiera) | A     | Salvatore Buoncammino |
|    | Italia (bandiera) | A     | Luca Gonano           |
|    | Italia (bandiera) | A     | Davide Tappi          |

## Serie C1

### Girone di andata
| Arbitro: | Cazzamalli (Milano) |

|  |           |                        |
|  | Marcatori | 55’ D'Eustacchio (aut) |

| Arbitro: | Pegoretti (Trento) |

|            |           |            |
| Grillo 24’ | Marcatori | 45’ Barbui |

| Arbitro: | Guida |

|                        |           |           |
| Tappi 1’, 49’ Aloi 19’ | Marcatori | 45’ Costa |

| Arbitro: | Da Ros (Treviso) |

|                                 |           |           |
| Campilongo 15’ 81’ Crialesi (r) | Marcatori | 74’ Tappi |

| Arbitro: | Monni (Sassari) |

|                |           |  |
| Impagliazzo 5’ | Marcatori |  |

| Caserta 25 ottobre 1987, ore 15:00 CEST 6ª giornata | Casertana           | 0 – 0 | Ischia Isolaverde | Stadio Alberto Pinto\| Arbitro: \| Ceccarini (Livorno) \| |
| Arbitro:                                            | Ceccarini (Livorno) |       |                   |                                                           |

| Arbitro: | Trentalange (Torino) |

|          |           |  |
| Urban 2’ | Marcatori |  |

| Arbitro: | Boemo |

|                            |           |  |
| Tavola 15’ Impagliazzo 88’ | Marcatori |  |

| Arbitro: | Capovilla |

|                     |           |                                     |
| Lattuca 7’ Poli 61’ | Marcatori | 40’ Tappi 63’ Pepe, 75’ Buoncammino |

| Ischia 22 novembre 1987, ore 14:30 CEST 10ª giornata | Ischia Isolaverde | 0 – 0 | Brindisi | Stadio Vincenzo Rispoli\| Arbitro: \| Piana (Modena) \| |
| Arbitro:                                             | Piana (Modena)    |       |          |                                                         |

| Pozzuoli 29 novembre 1987, ore 14:30 CEST 11ª giornata | Campania Puteolana | 0 – 0 | Ischia Isolaverde | Stadio Domenico Conte\| Arbitro: \| Cafaro \| |
| Arbitro:                                               | Cafaro             |       |                   |                                               |

| Arbitro: | Lombardi |

|            |           |             |
| Gonano 77’ | Marcatori | 48’ Musella |

| Arbitro: | Sanguineti |

|              |           |  |
| Pierozzi 43’ | Marcatori |  |

| Arbitro: | Ceccarini (Livorno) |

|             |           |  |
| Profumo 82’ | Marcatori |  |

| Ischia 3 gennaio 1988, ore 14:30 CEST 15ª giornata | Ischia Isolaverde             | 0 – 0 | Campobasso | Stadio Vincenzo Rispoli\| Arbitro: \| Frattin (Castelfranco Veneto) \| |
| Arbitro:                                           | Frattin (Castelfranco Veneto) |       |            |                                                                        |

| Arbitro: | Iori (Parma) |

|                           |           |  |
| Giacomarro 70’ Laneri 89’ | Marcatori |  |

| Arbitro: | Brignoccoli (Teramo) |

|                        |           |                       |
| Tavola 29’ Bilardi 82’ | Marcatori | 69’ Bardi 76’ Cariola |

### Girone di ritorno
| Ischia 24 gennaio 1988, ore 14:30 CEST 1ª giornata | Ischia Isolaverde | 0 – 0 | Teramo | Stadio Vincenzo Rispoli\| Arbitro: \| Chiesa (Livorno) \| |
| Arbitro:                                           | Chiesa (Livorno)  |       |        |                                                           |

| Arbitro: | Fiori (Ravenna) |

|             |           |  |
| Attrice 87’ | Marcatori |  |

| Arbitro: | Bizzarri |

|                          |           |                    |
| Fattori 24’ Ferrante 34’ | Marcatori | 13’ Accardi (aut.) |

| Arbitro: | Sanguineti |

|                 |           |  |
| Buoncammino 28’ | Marcatori |  |

| Arbitro: | Braschi (Prato) |

|                      |           |           |
| Meluso 65’ Cerri 70’ | Marcatori | 12’ Tappi |

| Ischia 6 marzo 1988, ore 14:30 CEST 6ª giornata | Ischia Isolaverde           | 0 – 0 | Casertana | Stadio Vincenzo Rispoli\| Arbitro: \| Cinciripini (Ascoli Piceno) \| |
| Arbitro:                                        | Cinciripini (Ascoli Piceno) |       |           |                                                                      |

| Ischia 13 marzo 1988, ore 14:30 CEST 7ª giornata | Ischia Isolaverde | 0 – 0 | Cosenza | Stadio Vincenzo Rispoli\| Arbitro: \| Boemo \| |
| Arbitro:                                         | Boemo             |       |         |                                                |

| Arbitro: | Telegrafo |

|                             |           |  |
| Coppola 14’, 33’ Congiu 89’ | Marcatori |  |

| Arbitro: | Scaramuzza (Mestre) |

|           |           |                  |
| Tappi 30’ | Marcatori | 73’ Colagiovanni |

| Brindisi 10 aprile 1988, ore 16:00 CEST 10ª giornata | Brindisi        | 0 – 0 | Ischia Isolaverde | Stadio Franco Fanuzzi\| Arbitro: \| Monni (Sassari) \| |
| Arbitro:                                             | Monni (Sassari) |       |                   |                                                        |

| Arbitro: | Cardona (Milano) |

|                 |           |  |
| Buoncammino 10’ | Marcatori |  |

| Arbitro: | Cesari (Genova) |

|              |           |                 |
| Bizzarri 78’ | Marcatori | 62’ Buoncammino |

| Arbitro: | Sanguineti |

|  |           |                        |
|  | Marcatori | 14’ Cuicchi 58’ Borghi |

| Arbitro: | Trinchieri |

|                                    |           |  |
| 47’ Guida (r) 49’ Tavola, Pepe 65’ | Marcatori |  |

| Arbitro: | Chiesa (Livorno) |

|                        |           |  |
| Romiti 18’ (rig.), 34’ | Marcatori |  |

| Ischia 22 maggio 1988, ore 16:00 CEST 16ª giornata | Ischia Isolaverde    | 0 – 0 | Licata | Stadio Vincenzo Mazzella (4000 spett.)\| Arbitro: \| Trentalange (Torino) \| |
| Arbitro:                                           | Trentalange (Torino) |       |        |                                                                              |

| Sassari 29 maggio 1988, ore 16:00 CEST 17ª giornata | Torres            | 0 – 0 | Ischia Isolaverde | Stadio Vanni Sanna\| Arbitro: \| Arcangeli (Terni) \| |
| Arbitro:                                            | Arcangeli (Terni) |       |                   |                                                       |

## Statistiche
Statistiche aggiornate al 23 ottobre 2011

### Statistiche di squadra
| Competizione | Punti | In casa | In casa | In casa | In casa | In casa | In casa | In trasferta | In trasferta | In trasferta | In trasferta | In trasferta | In trasferta | Totale | Totale | Totale | Totale | Totale | Totale | DR |
| Competizione | Punti | G       | V       | N       | P       | Gf      | Gs      | G            | V            | N            | P            | Gf           | Gs           | G      | V      | N      | P      | Gf     | Gs     | DR |
| ------------ | ----- | ------- | ------- | ------- | ------- | ------- | ------- | ------------ | ------------ | ------------ | ------------ | ------------ | ------------ | ------ | ------ | ------ | ------ | ------ | ------ | -- |
| Serie C2     | 31    | 17      | 6       | 10      | 1       | 16      | 8       | 17           | 2            | 5            | 10           | 8            | 20           | 34     | 8      | 15     | 11     | 24     | 28     | -4 |
| Coppa Italia | -     | -       | -       | -       | -       | -       | -       | -            | -            | -            | -            | -            | -            | -      | -      | -      | -      | -      | -      | -  |
| Totale       | -     | -       | -       | -       | -       | -       | -       | -            | -            | -            | -            | -            | -            | -      | -      | -      | -      | -      | -      | -  |

### Statistiche dei giocatori
| Giocatore      | Serie C1 | Serie C1 | Coppa Italia | Coppa Italia | Altro    | Altro | Totale   | Totale |
| Giocatore      | Presenze | Reti     | Presenze     | Reti         | Presenze | Reti  | Presenze | Reti   |
| -------------- | -------- | -------- | ------------ | ------------ | -------- | ----- | -------- | ------ |
| R. Acone       | 10       | 0        | -            | -            | -        | -     | 10       | 0      |
| L. Aloi        | 29       | 1        | -            | -            | -        | -     | 29       | 1      |
| C. Bilardi     | 9        | 1        | -            | -            | -        | -     | 9        | 1      |
| S. Buoncammino | 31       | 4        | -            | -            | -        | -     | 31       | 4      |
| De Biase       | 27       | 0        | -            | -            | -        | -     | 27       | 0      |
| F. Del Prete   | 26       | 0        | -            | -            | -        | -     | 26       | 0      |
| V. Fusco       | 25       | 0        | -            | -            | -        | -     | 25       | 0      |
| L. Gonano      | 12       | 1        | -            | -            | -        | -     | 12       | 1      |
| G. Grillo      | 27       | 1        | -            | -            | -        | -     | 27       | 1      |
| V. Guida       | 32       | 1        | -            | -            | -        | -     | 32       | 1      |
| F. Impagliazzo | 32       | 2        | -            | -            | -        | -     | 32       | 2      |
| M. Mancuso     | 9        | 0        | -            | -            | -        | -     | 9        | 0      |
| F. Merendi     | 13       | 0        | -            | -            | -        | -     | 13       | 0      |
| G. Monaco      | 32       | 0        | -            | -            | -        | -     | 32       | 0      |
| G. Monti       | 30       | 0        | -            | -            | -        | -     | 30       | 0      |
| V. Pepe        | 31       | 2        | -            | -            | -        | -     | 31       | 2      |
| D. Tappi       | 30       | 6        | -            | -            | -        | -     | 30       | 6      |
| R. Tavola      | 29       | 3        | -            | -            | -        | -     | 29       | 3      |
| E. Turcheschi  | 1        | 0        | -            | -            | -        | -     | 1        | 0      |